# 显异薹草
显异薹草（学名：Carex emineus）为莎草科薹草属的植物。分布在尼泊尔至克什米尔地区、不丹、锡金以及中国大陆的西藏、湖南、四川等地，生长于海拔350米至2,000米的地区，见于路旁草丛中、山坡及常绿阔叶林林缘，目前尚未由人工引种栽培。